# Vítor da Costa

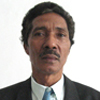
Vítor da Costa

Vítor da Costa (* 20. Februar 1951 in Lospalos, Portugiesisch-Timor; † 17. März 2020 in Dili, Osttimor), Kampfname Sugiono, war ein osttimoresischer Politiker. Er war Präsident der Partei Frenti-Mudança (FM).

## Werdegang
Costa ging in der Mission von Fuiloro zur Grundschule. Dem folgte von 1963 bis 1967 die Schule des Seminars Nossa Senhora da Fatima in Dare. Schließlich ging Costa von 1969 bis 1970 auf das Gymnasium in Dili.
Von 1970 bis 1973 war Costa Angestellter im Öffentlichen Dienst an den Flughäfen Dili und Baucau, von 1973 bis 1974 absolvierte er seine Zeit als Wehrpflichtiger in der portugiesischen Armee.
Bereits 1975 trat Costa der FRETILIN im Suco Home bei. Im Kampf gegen die indonesischen Invasoren schloss er sich der FALINTIL in Lospalos an und wurde 1976 der Kommandant des Militärpostens in Lospalos. Der Ort wurde am 3. Februar 1976 von den Indonesiern eingenommen. In der FRETILIN wurde Costa 1976 politischer Assistent und im Widerstandssektor Ponta Leste von 1978 bis 1979 Sekretär der politischen Kommission. 1981 wurde Costa politischer Kommissar in Ponta Leste und führte die Guerillaaktionen gegen die indonesische Armee. 1983 wurde er jedoch gefangen genommen und kam in ein Gefängnis auf Bali. Von seiner sechsjährigen Gefängnisstrafe, verbüßtete er aber nur einen Teil. Gleich nach seiner Freilassung engagierte sich Costa wieder im Widerstand. Von 1985 bis 1988 unterstützte er Widerstandsgruppen in Dili und wurde 1996 Exekutivsekretär der FRETILIN. Parallel unterrichtete Costa von 1987 bis 1990 am Colégio de São José in Balide (Dili). Außerdem arbeitete er bei der Firma Empreza PT. Von 1990 an war er bei der Firma Marmer PT, wo er ab 1996 der industrielle Direktor war. 1997 wurden die Strukturen in der FRETILIN reorganisiert. Costa wurde beauftragt die Integration der Partei in den Conselho Nacional de Resistência Timorense, dem Dachverband der osttimoresischen Widerstandsgruppen und Parteien in Dili voranzutreiben. 1999 war Costa kurz Chef des CNRT in seinem Heimatdistrikt Lautém.
Von 2001 bis 2003, nach Ende der indonesischen Besatzung, war Costa Mitglied des Zentralkomitees der FRETILIN. Hier wandte er sich als Anhänger der parteiinternen Reformgruppe Mudansa gegen die Führung durch Marí Alkatiri, der ihn im September 2003 als Chefadministrator entließ. Im Mai 2006 klagte Costa vor Gericht gegen die offene Abstimmung über die Parteiführung auf dem FRETILIN-Parteitag. Die Mudansa-Gruppe scheiterte hier bei dem Versuch Alkatiri zu stürzen. Die Klage wurde vor Gericht abgewiesen. Im selben Jahr wurde Costa von der Ministerin für Staatsadministration Ana Pessoa Pinto (FRETILIN) als Chef der Beamtenakademie gefeuert.
2007 wurde Costa als Mitglied der Congresso Nacional da Reconstrução Timorense (CNRT) Staatssekretär für soziale Sicherheit (SESS) unter Premierminister Xanana Gusmão. Nachdem die FM sich 2011 von der FRETILIN abgespalten hatte, kehrte Costa zur FM zurück und wurde ihr Präsident. Das Amt des Staatssekretärs behielt er auch in der neuen Regierung, die unter Xanana Gusmão 2012 ihr Amt antrat. Mit der Regierungsumbildung vom 16. Februar 2015 schied Costa aus dem Kabinett Osttimors aus.